# Przygody psa Cywila
Przygody psa Cywila – polski czarno-biały serial telewizyjny zrealizowany w latach 1968-1970.

## Lista odcinków
1. Trudne dzieciństwo
2. Eksternista
3. Pościg
4. Przez granicę
5. Zbiegowie
6. W puszczy
7. Niewypały

## Obsada
- Krzysztof Litwin – sierżant Walczak
- owczarek niemiecki Bej - pies Cywil
- Elżbieta Borkowska-Szukszta – pielęgniarka
- Zygmunt Apostoł - oficer dyżurny ( odc.6)
- Wojciech Pokora – porucznik Zubek
- Aniela Świderska - kierowniczka domu dziecka
- Alina Szpak - wychowawczyni w domu dziecka
- Henryk Bąk – pułkownik, kierownik Zakładu Tresury Psów Milicyjnych
- Zofia Czerwińska – pani Jadzia, sekretarka pułkownika
- Józef Pieracki – weterynarz w Zakładzie Tresury
- Marian Łącz – oficer prowadzący szkolenie psów (odc. 2)
- Piotr Fronczewski – oficer jedzący obiad z Zubkiem (odc. 1); porucznik, komendant posterunku (odc. 7)
- Wacław Kowalski – przemytnik (odc. 4)
- Andrzej Krasicki – profesor myśliwy (odc. 4)
- Krzysztof Kalczyński – porucznik WOP (odc. 4)
- Joanna Sobieska – córka przemytnika (odc. 4)
- Maria Chwalibóg – kobieta „Czarnego” (odc. 4)
- Lech Sołuba – Słowak, wspólnik przemytnika (odc. 4)
- Tomasz Zaliwski – milicjant motocyklista (odc. 5)
- Ryszard Bacciarelli – major Bielski (odc. 5)
- Krzysztof Świętochowski – zbiegły więzień (odc. 5)
- Stanisław Tym – zbiegły więzień (odc. 5)
- Iwa Młodnicka – lekarka (odc. 6)
- Teresa Lipowska – nauczycielka (odc. 7)
- Wojciech Duryasz – lekarz pogotowia (odc. 7)
- Andrzej Siedlecki
- Ryszard Pracz – porucznik
- Edward Dymek – chłopiec (odc. 7)
- Czesław Mroczek -robotnik remontujący most (odc. 2)
- Włodzimierz Kmicik - oficer MO ( odc. 3)
- Jolanta Bohdal - dziewczyna na polowaniu (odc.3)
- Zdzisław Kielecki - pilot helikoptera  (odc .3 i 5)
- Adam Dębski -leśniczy ( odc. 3)
- Ewa Braun - protokolantka na komisariacie ( odc.3)
- Wiesław Nowosielski - WOP-ista (odc.3)
- Marek Siudym -słowacki pogranicznik ( odc.4)
- Bożena Walter - spikerka w tv (odc. 5)
- Wiesława Niemyska - dziewczyna napadnięta przez zbiegów (odc.5)
- Kazimierz Dębicki - milicjant ( odc. 5)
- Maciej Englert - milicjant (odc.5)
- Teodor Gendera - strażnik przewożący więźniów (odc. 5)
- Mariusz Gorczyński - strażnik przewożący więźniów (odc.5)
- Andrzej Nardelli - milicjant (odc.5)
- Zbigniew Józefowicz -komendant (odc. 6)
- Ryszard Pracz - porucznik ( odc. 6) rola ddubbingowana przez Piotra Fronczewskiego
- Joanna Goszczyńska - Gosia (odc. 6)
- Piotr Kąkolewski - Jacek Iwicki (odc.6)
- Bogdan Izdebski -  odc. 7) rola dubbingowana przez Krystynę Chimanienko
- Zbigniew Dobrzyński - oficer w sztabie ( odc.7)

## Fabuła
Fabuła toczy się wokół losów nadmiarowego szczeniaka rasy owczarek niemiecki, podopiecznego sierżanta Walczaka – milicjanta z oddziału zajmującego się tresurą i wykorzystaniem specjalnie szkolonych psów milicyjnych. Pies Cywil przeznaczony pierwotnie do uśpienia, skierowany zostaje później do domu dziecka jako podopieczny dzieci, skąd jednak ucieka i powraca do milicyjnego ośrodka szkolenia psów. Każdy z odcinków w sensacyjnej otoczce prezentuje metodę wykorzystania psów w pracy milicji. Odcinków powstało siedem – wszystkie w reżyserii Krzysztofa Szmagiera.

## Plenery
Serial rozgrywa się m.in. w miejscowości Sułkowice. Obecnie mieści się tam „Zakład Kynologii Policyjnej” Centrum Szkolenia Policji. W ośrodku jako eksponat znajduje się jeden z owczarków niemieckich grających rolę Cywila (a także Szarika w serialu Czterej pancerni i pies).

## Nawiązania
- W drugim odcinku serialu dyrektorka domu dziecka mówi, że „dzieci chcą, żeby oddanego im przez milicję psa (Cywila) nazwać Szarik”, co jest nawiązaniem do serialu Czterej pancerni i pies.
- Postać porucznika Zubka (choć zupełnie odmiennego charakterologicznie) występuje także w serialu 07 zgłoś się (1976-1981), gdzie rolę tę odgrywa Zdzisław Kozień. Nawiązanie jest tym bardziej wymowne, że autorem scenariusza i reżyserem obu seriali był Krzysztof Szmagier.
- W odc. 7 serialu Zmiennicy pt. „Warszawski łącznik” (1986) pies milicyjny szukający na lotnisku Warszawa-Okęcie narkotyków w bagażach podróżnych także nosi imię „Cywil”, ale należy do rasy labrador retriever.
- W odcinku 13 serialu Komisarz Alex (2011) tytułowy psi bohater ogląda jeden z odcinków „Przygód psa Cywila”.
- Grający tytułową rolę owczarek imieniem Bej był psem reżysera Krzysztofa Szmagiera (zagrał również w 4. odcinku serialu 07 zgłoś się). Pisząc scenariusz, Krzysztof Szmagier początkowo planował, że tytułowy bohater w filmie będzie też tak się nazywał. Prawdziwe imię psa pada w pierwszym odcinku: poprzedni pies sierżanta Walczaka, który zginął na służbie, ratując swego pana, nazywał się właśnie Bej[1].

## Nagrody
- 1972 – Krzysztof Szmagier – Nagroda Przewodniczącego Komitetu ds. Radia i Telewizji
- 1973 – Krzysztof Szmagier – Poznań (FF dla Dzieci) – Nagroda Jury Dziecięcego (Marcinek)